# پوگوژلتسه
پوگوژلتسه (به لهستانی:  Pogorzelce) یک روستا در لهستان است که در گمینا بیاووویژا واقع شده‌است.